# Libidibia ferrea
Libidibia ferrea (classificada anteriormente como Caesalpinia ferrea), comumente conhecida como pau-ferro, jucá, madeira-de-ferro-brasileira, morado ou leopardo, é uma árvore encontrada no Brasil e na Bolívia. Com o avanço da classificação biológica, a conhecida Caesalpinia ferrea foi transferida para o gênero Libidibia, e a Caesalpinia leiostachya foi reconhecida como subespécie de  Libidibia ferrea.

## Etimologia e outros nomes
Jucá vem da língua geral, sendo composto de aîura + ká: quebra pescoço, pelo fato de a madeira ser dura. No tupi, a árvore era chamada de ybyraitá, literalmente pau-ferro, mas esse nome, em sua forma tupi, não chegou ao português brasileiro. É possível, todavia, que o nome pau-ferro seja um decalque de ybyraitá.

## Madeira
A maioria dos indivíduos dessa espécie possuem anéis de crescimento mal definidos, com vasos isolados dispostos em múltiplos radiais. A picada entre os vasos é alternada e coberta, e as fibras geralmente não são divididas por um septo. O parênquima axial (isto é, longitudinal) varia de uma forma alada a confluente, e é irregularmente armazenado (isto é, em camadas), enquanto os raios (perpendiculares aos anéis de crescimento) têm altura variável e geralmente compreendem uma largura de célula única ou dupla. A Libidibia em particular possui parênquima longitudinal em camadas e estreitos raios homocelulares (isto é, de tipo uniforme) sem cristais nas células dos raios.

## Uso
Sua madeira é frequentemente usada para integrar braços para baixos elétricos e guitarras. Tem uma sensação semelhante e atributos tonais semelhantes ao pau-rosa, mas é mais duro e tem uma cor um pouco mais clara.  A madeira também pode ser usada para pisos, móveis sofisticados e alças de pistola. Também é conhecido pelos nomes morado, palo santo, caviuna, pau-ferro brasileiro e pau-rosa boliviano, embora não seja realmente pau-rosa.
Na fabricação de violões, o pau-ferro é usado principalmente para pranchas e pontes. Alguns luthiers também o usam nas costas e nas laterais dos violões. A empresa brasileira de guitarras Giannini usa pau-ferro laminado em muitas de suas guitarras clássicas. Embora parecido em muitos aspectos com o pau-rosa, o pau-ferro tem qualidades ligeiramente diferentes: sua coloração varia de marrom café a marrom amarelo e roxo. Diz-se que as características tonais estão entre o pau-rosa e o ébano, com um som levemente "mais rápido", sendo "um pouco mais brilhante que o pau-rosa, mas com a mesma profundidade e calor".

## Utilização como produto natural
Na região amazônica a Libidibia ferrea tem extenso uso na medicina popular, conhecida principalmente como “jucá”, sendo indicada para tratar diversas afecções de saúde, na forma de chás e infusões para tratamento de afecções bronco-pulmonares, diabetes, reumatismo, câncer, distúrbios gastrintestinais, diarreia; além do tratamento tópico de feridas e contusões. Apresar das várias indicações as vagens de Jucá são popularmente utilizadas para o tratamento de feridas, usualmente em solução alcoólica, sendo que estudo científicos já comprovaram a atividade cicatrizante de diferentes partes do Jucá em diferentes espécies animais, como caprinos, ratos e jumentos. Estudo recente que comparou diferentes formulações e concentrações do extrato etanólico das vages de Jucá comprovou que os produtos naturais apresentaram uma excelente atividade cicatrizante em feridas dérmicas de cães, possuindo ainda moderada atividade antimicrobiana.

## Informações sobre alergia
O pau-ferro, usado como substituto do pau-rosa, é um forte sensibilizador capaz de causar surtos agudos de dermatite alérgica e irritante em trabalhadores que não foram expostos a ele anteriormente. Isso, no entanto, não impediu as fábricas de móveis de usar o produto. Aparentemente, a maioria dos trabalhadores desenvolve tolerância à madeira. O alérgeno é um forte sensibilizador da pele.

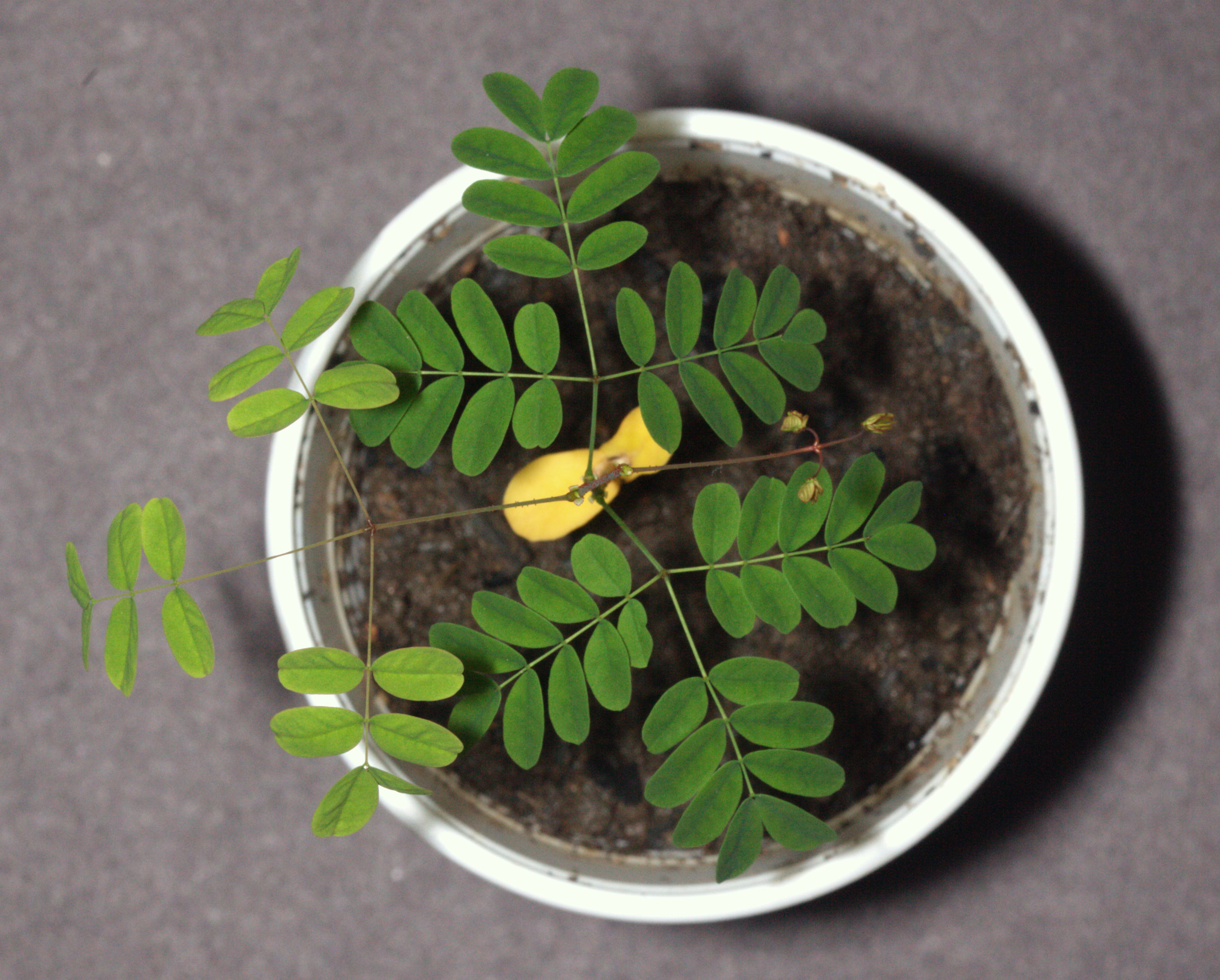
Espécie de duas semanas cultivada por sementes.
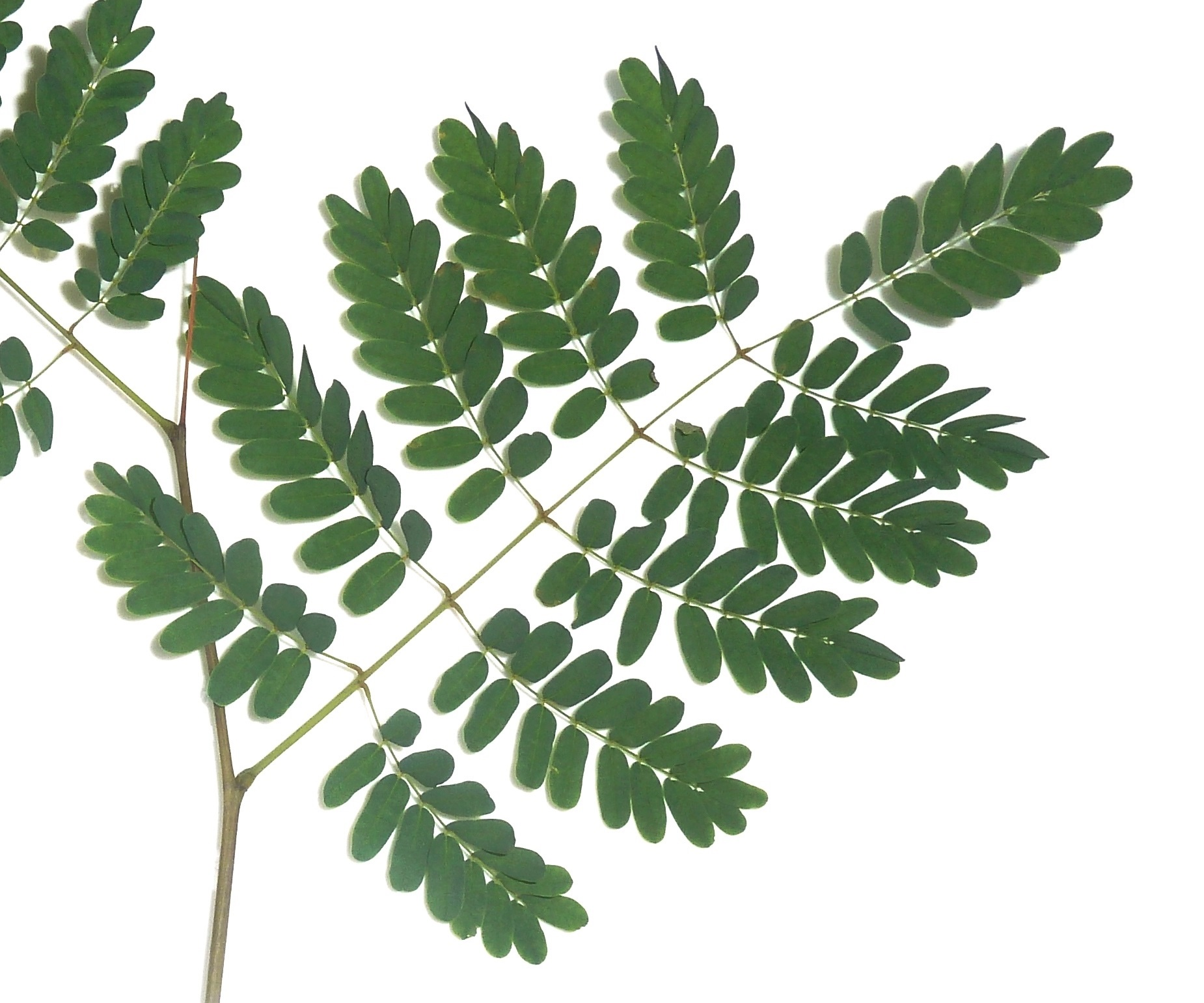
Folhas.
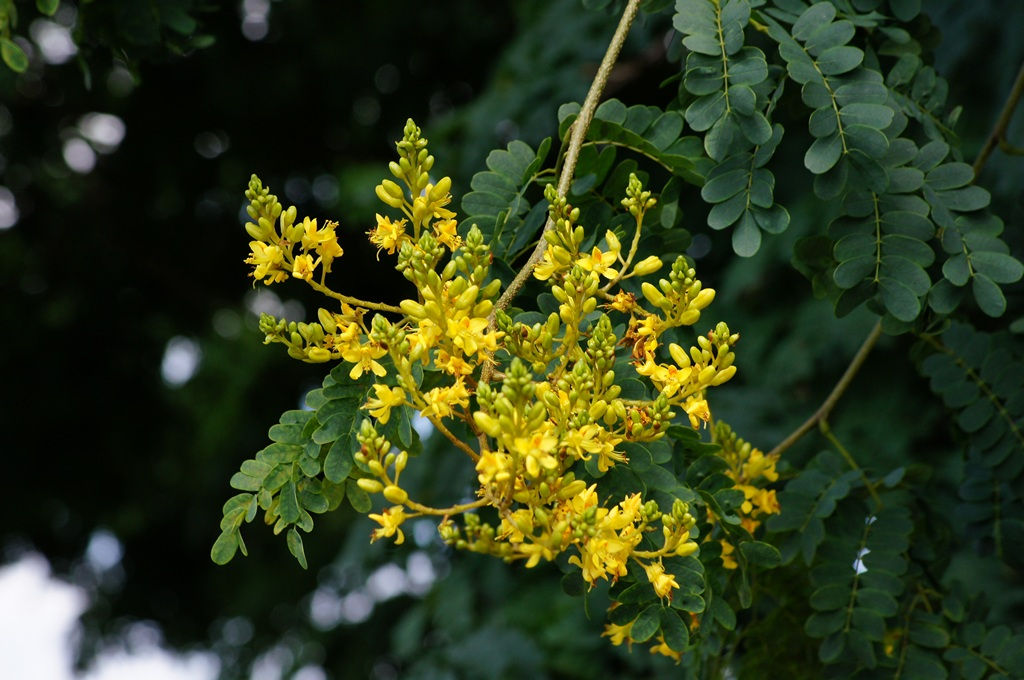
Flores.
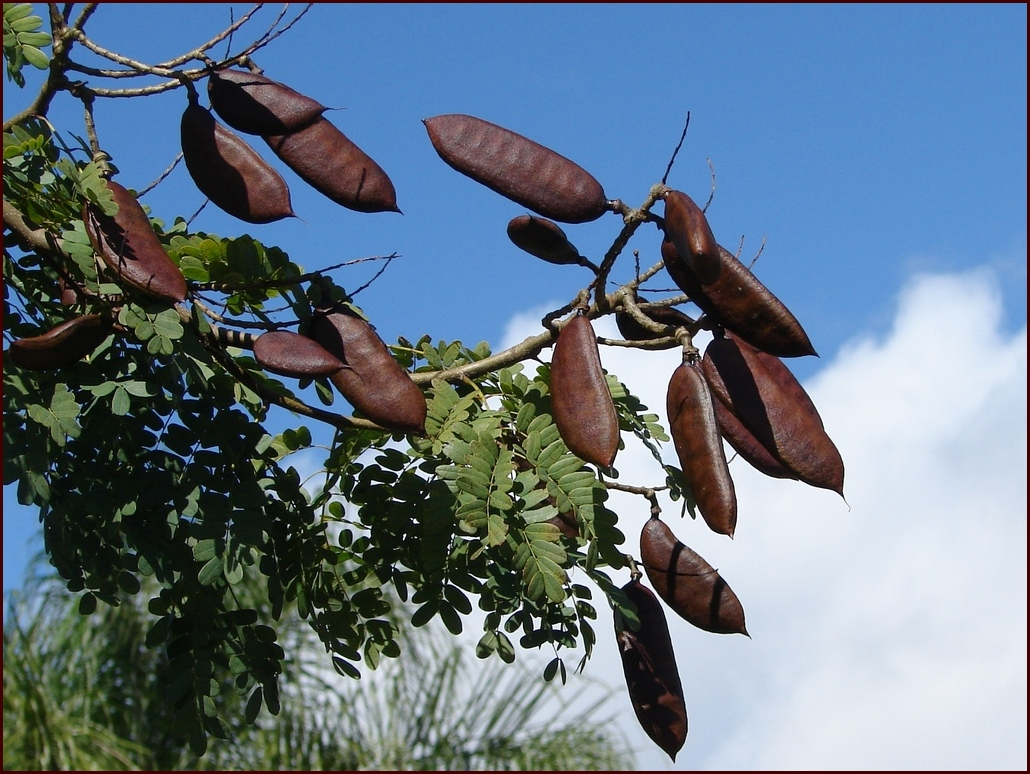
Vagens.